# 巴朗 (南大河州)
巴朗（葡萄牙語：Barão）是巴西南大河州的一个市镇。总面积124.497平方公里，总人口5293人，人口密度42.5人/平方公里。